# Charlotte Reynier Bourette
Pour les articles homonymes, voir Bourette.
Charlotte Reynier Bourette, Madame Bourette, dite la Muse limonadière est une poète française née en 1714 et morte en 1784 à Paris.

## Biographie
Elle est la fille de Jean-Baptiste Reynier marchand limonadier et Jeanne Romain . Elle se marie deux fois avec deux limonadiers: Gilles Curé, puis Marc Bourette.  
Elle tient un café, rue Croix-des-Petits-Champs à Paris : L'Allemand, où se réunissaient poètes et philosophes. 
Elle publie de nombreuses poésies.

## Œuvres

### Poésie
La Muse limonadière

À Mme Louise-Marie de France, sur sa profession de carmélite, le 12 septembre 1771

À la Reine 

### Théâtre
La coquette punie, 1779.

## Sources (aux Archives nationales)
- MC/ET/XC/369, 30 juillet 1751, inventaire après décès de Gilles Curé, marchand limonadier, son premier époux (numérisé)
- notaire Garcerand, 27 février 1752, contrat de remariage avec Marc Bourette
- notaire Garcerand, 23 mars 1774, contrat de mariage de sa fille Armande Louise Sophie Bourette avec Jean Daniel Marmet